# Stéphane Cardenes
Stéphane Cardènes est un homme politique français, né le 11 novembre 1971 à Narbonne. Maire de Lirac de 2011 à 2020, il devient sénateur du Gard en 2020, en remplacement de Pascale Bories.

## Biographie
Stéphane Cardènes naît en 1971 à Narbonne.
Commissaire enquêteur auprès du Tribunal Administratif de Nîmes de 2007 à 2012 
Il est élu maire de Lirac en 2011. Ex-président du MoDem du Gard, après un rapprochement avec l’UDI, en 2014, il est le cinquième et dernier candidat de la liste Union de la droite et du centre aux élections sénatoriales. 
Aux législatives de 2017, il demande l'investiture de La République en marche pour la troisième circonscription du Gard, qui échoit finalement à Anthony Cellier.
Lors des élections municipales de 2020 dans le Gard, il est à la tête d'une liste centriste à Roquemaure. Il obtient 23,31 % des suffrages exprimés et est élu conseiller municipal, mais n'est pas réélu maire.
Le 18 juin 2020, il devient sénateur du Gard en remplacement de Pascale Bories, élue maire de Villeneuve-lès-Avignon. Il mène une liste sans étiquette aux élections sénatoriales de septembre, mais n'est pas réélu, obtenant 9,15 % et se plaçant en quatrième position.

## Mandats[7]
- juin - septembre 2020 : Sénateur du Gard
- 2014 - 2020 : Conseiller communautaire du Gard Rhodanien
- 2011 - 2020 : Maire de Lirac - Président du Syndicat AEP LIRAC
- 2008 - 2011 : Adjoint à l'urbanisme, commune de LIRAC [8]